# Naval Air Establishment Chiang Hung
 (novembre 2024).
Dimensions
À la fin des années 1920, alors que la Marine chinoise cherche à renforcer sa capacité de reconnaissance aérienne, le Naval Air Establishment (en) développe le Chiang Hung (江鴻 - "River Swan") , un hydravion de reconnaissance surnommé "Cygne de rivière". Ce biplan se distingue par une conception classique et efficace : avec des ailes de même envergure, non décalées, et un cockpit ouvert qui va permettre au pilote et à l’observateur de s'installer confortablement en tandem. Monté sur deux flotteurs pour des amerrissages stables, et propulsé par un moteur radial Wright J-5 Whirlwind (en), cet appareil est pensé pour survoler de vastes étendues asiatiques, afin d'offrir à la marine chinoise un œil attentif depuis les cieux.

## Design
Le Chiang Hung était un hydravion de reconnaissance. Il s'agissait d'un biplan conventionnel avec des ailes non décalées de même envergure, deux cockpits ouverts en tandem pour le pilote et l'observateur. Il était équipé de flotteurs jumeaux comme train d'atterrissage (d'amérissage, en fait... C'était un hydravion).

## Historique
- Fin des années 1920 : Conception et développement du Chiang Hung pour la Marine chinoise.
- 1928 : Mention du Chiang Hung dans l'ouvrage Jane's all the World's Aircraft 1931, avec sa configuration et ses spécifications techniques.
- 1931 : Le Chiang Hung figure dans une autre édition de Jane's all the World's Aircraft 1931, l'une des principales références de l'époque pour les appareils en service.
-1933 : Le Chiang Hung est également inclus dans encore une autre édition de 1933 de Jane's all the World's Aircraft (décidément...), et donc cela met véritablement la lumière son importance comme hydravion de reconnaissance dans la Marine chinoise.
-2008 : Le Chiang Hung est documenté dans A History of Chinese Aviation: Encyclopedia of Aircraft and Aviation in China until 1949 par Lennart Andersson, avec ses caractéristiques mais aussi son usage par la Marine chinoise avant 1949.